# Acrocercops haplocosma
Acrocercops haplocosma là một loài bướm đêm thuộc họ Gracillariidae. Nó được tìm thấy ở Java, Indonesia. Nó được miêu tả bởi Edward Meyrick năm 1936. Ấu trùng ăn Calophyllum inophyllum.